# القتل مع الانتحار

القتل مع الانتحار هو الفعل الذي يقوم فيه فرد بقتل شخص أو أكثر قبل أن يقتل نفسه أو يقتل نفسه في نفس الوقت الذي قتلهم فيه. وقد يتخذ القتل مع الانتحار أشكالا منها:
- القتل الذي يستلزم الانتحار كقيادة سيارة بداخلها أكثر من مسافر والسقوط بها عن جسر أو لتفيذ عملية تفجيرية.
- الانتحار بعد القيام بالقتل للهروب من العقوبة.
- الانتحار بعد القتل كنوع من العقاب للذات نتيجة للشعور بالذنب.
- الاتفاق الانتحاري حيث يقوم شخص بقتل آخر مع موافقته ثم يقوم بقتل نفسه بعد ذلك.

## قراءة إضافية
- van Wormer، K.؛ Roberts، A. R. (2009). Death by Domestic Violence: Preventing the Murders and Murder–Suicides. Westport, CT: Praeger.